# Jørgen Dinesen Oxendorph
Jørgen Dinesen Oxendorph (ca. 1641–1712) var en dansk landmåler og matematiker.
Han blev 1681 landmåler ved Jordrebningen i Sjælland og 1683 i Jylland (Kalø Amt) og forestod fra 1684 Matrikelens indretning. 1687 udnævntes han til navigationsdirektør, og desuden var han professor i matematik ved Ridderakademiet fra 1692 til dets ophævelse 1710. Efter 5 års svagelighed døde han 1712 (begravet 7. juni), 71 år gammel. Året forinden var hans hustru, Anna Nielsdatter, død, 60 år gammel.
Han udgav i 1687 Dansk Matrikulregning (ny udg. 1769 ved Hans de Hofman), hvor han i fortalen giver en fremstilling af det hele matrikelsarbejde, og i 1696 Introductio in mathesin.